# 老人与海 (海鸣威)
《老人与海》是中国大陆男歌手海鸣威的一首歌曲，该歌曲由朱其民作词，海鸣威本人作曲，时长4分26秒，该歌曲在海鸣威2007年专辑《Dance Dance Dance》中收录。

## 创作
2007年5月19日，朱其民填词，海鸣威谱曲，创作了该歌曲，收录在英皇唱片公司发行的专辑《Dance Dance Dance》中。该歌曲的文化厚重源自于美国作家欧内斯特·海明威的小说《老人与海》，但是把主题换成了“爱情”。

## 合唱版本
2025年2月，推出與泳兒合唱的版本，名為《老人與海（再遇 合唱版）》。

## 同名歌曲
徐小凤、林一峰、彭芳都有同名歌曲。